# Felix Drahotta
Felix Drahotta (Bad Doberan, 1 de janeiro de 1989) é um remador alemão, medalhista olímpico.

## Carreira
Drahotta competiu nos Jogos Olímpicos de 2008, 2012 e 2016. Em Pequim 2008 e Londres 2012 disputou a prova do dois sem, mas não obteve medalhas. No Rio de Janeiro, em 2016, integrou a equipe da Alemanha no oito com e obteve a medalha de prata.